# داود عريقات
داود عريقات (أبو سلام؛ 16 يونيو 1927 - 18 ديسمبر 2020) ويُعرف بلقب الشيخ، هو سياسيٌ ورجلُ إصلاحٍ فلسطيني، كان عضوًا في اللجنة المركزية للحزب الشيوعي الفلسطيني.

## حياته
وُلد داود علي عريقات في بلدة القدس عام 1927، وكان قد لجأ مع عائلته إلى المستشفى الإيطالي في القدس خلال ثورة 1936. أصبح في عام 1949 عضوًا في عصبة التحرر الوطني، وكان ناشطًا في المظاهرات ضد حلف بغداد. أنهى دراسته الثانوية في القاهرة عام 1951، ثم درس العود في معهد الموسيقى بالقاهرة في الفترة ما بين 1953-1954. حُكم عليه بالسجن لمدة 15 عامًا مع الأعمال الشاقة في الأردن؛ وذلك لنشاطه في الحزب الشيوعي، وأمضى فترةً من حكمه في سجن الجفر وعمان المركزية. كما حُكم عليه بسنةٍ أخرى لنشاطه في المظاهرات السياسية، حيث كان مسجونًا في الفترة ما بين 1957 حتى 1965، وأُفرج عنه بعد إعلان العفو عن السجناء السياسيين.
بدأ في عام 1965 بمشروعٍ لإنتاج الألبان تحت اسم «العسل الأبيض» في أريحا، وكان قد اعُتقل عدة مراتٍ من قبل السلطات الإسرائيلية في الفترة ما بين 1968 حتى 1976، وفي فترة سجنه كان قد تعرض للتعذيب، مما تسبب له بقروحٍ في عينيه، حيث كانت المحامية الإسرائيلية فيليتسيا لانغر قد نشرت عن الموضوع في كتابها (بالإنجليزية: With My Own Eyes)‏ الذي نُشر عام 1975.
وقع في عام 1974 الميثاق الداعم لمنظمة التحرير الفلسطينية باعتباره الممثل الشرعي والوحيد للشعب الفلسطيني. نُفيَّ إلى جنوب لبنان في 4 نوفمبر (تشرين الثاني) 1974 بسبب نشاطه السياسي، حيث أمضى عامًا في بيروت ثم 18 عامًا في دمشق، وأكمل مسيرته في الحزب الشيوعي الفلسطيني ثم منظمة التحرير الفلسطينية، وانتُخب عضوًا للجنة المركزية للحزب الشيوعي الفلسطيني إضافةً لكونه عضوًا في المجلس المركزي لمنظمة التحرير الفلسطينية. سُمحَ له بالعودة إلى فلسطين في مايو (أيار) 1993، حيث استقر في أريحا، وأصبح يتابع منها نشاطه الاجتماعي والثقافي في عددٍ من المؤسسات المحلية، وكان قد أسس «صالون مي زيادة الثقافي».
يُذكر أنَّ داود مُتزوج ولديه ثلاث بنات، هنَّ: سلام ووئام ولونا.

## وفاته
تُوفي في أريحا بتاريخ 18 ديسمبر (كانون الأول) 2020 ميلاديًا المُوافق 3 جمادى الأولى 1442 هجريًا عن عمرٍ ناهز 93 عامًا.